# Lollypop
Lollypop è un videogioco di tipo platform sviluppato per piattaforma MS-DOS e Amiga nel 1994. Sviluppato da Rainbow Arts.

## Storia
Lolly, una robottina a molla, ha preso vita per merito di un fulmine che l'ha colpita e si è risvegliata in un mondo fantastico dominato da un bambino cattivo chiamato Sugarbaby. Dovrà superare otto livelli per riuscire finalmente ad essere libera.

## Modalità di gioco
Il videogioco è un classico a piattaforme genere molto comune all'epoca, il personaggio dovrà trovare l'uscita fra otto livelli pieni di insidie trappole e soprattutto giocattoli aguerriti. Prima di uscire da ogni quadro il giocatore dovrà recuperare i quattro pezzi di un puzzle nascosti in vari bauli più o meno nascosti. Per sconfiggere i nemici si potranno usare dei lecca lecca che Lolly può lanciare in tre direzioni, inoltre può scattare delle istantanee dello schermo e quindi eliminare tutti i nemici presenti nella schermata o fare molti danni ai boss finali. Nei livelli si potranno raccogliere oggetti bonus per incrementare lo sparo, la velocità di movimento, i salti, chiavi per proseguire il gioco, energia e vite extra. Sono presenti dei checkpoint per non essere costretti a riprendere il livello dall'inizio.

### Livelli
- La fabbrica di giocattoli: puzzle una banana, boss un gorilla meccanico.
- I sotterranei: puzzle una mano di pietra, boss un gigante di pietra.
- La foresta piovosa: puzzle una vespa, boss un tronco d'albero posseduto.
- La cittadina di Spook Ville: puzzle un fantasma come il boss.
- La casa: puzzle cappello e bastone, boss un mago illusionista
- Il mondo dei sogni: Lolly affronta il livello in pigiama in quanto sta sognando, puzzle due grucce, boss un armadio magico animato.
- La terra gelata: Lolly ha abiti pesanti in questo stage in quanto fa molto freddo, il puzzle è una corona, boss un orso bianco gigante.
- La collina delle caramelle: puzzle un ciuccio il boss finale è Sugarbaby un bambino neonato.